# Тертул (консул 410 г.)
Вижте пояснителната страница за други личности с името Тертул.
Тертул (на латински: Tertullus) e политик и консул на Рим по време на неговото плячкосване от вестготите през 410 г.
През 410 г. узурпатор Приск Атал номинира Тертул за консул в Рим. На Изток консул е Варан.